# RUM-139 VLA
RUM-139 VLA（英語: Vertical Launch ASROC）は、アメリカ合衆国の対潜ミサイル。既存のアスロックをもとに垂直発射に対応した改良型である。

## 来歴
1980年代初頭より、アメリカ海軍は、水上艦のアスロックと潜水艦のサブロックを同時に代替する、新しい対潜ミサイルとして、シーランスの開発に着手した。しかし同ミサイルは技術的・財政的困難に直面し、開発は停滞していた。
このことから、1983年、水上艦用の漸進的な対潜ミサイルが開発されることになった。これは既存のアスロックをもとに、Mk.41 VLSからの発射に対応するなど、最低限の改設計を行った派生型とされた。これによって開発されたのが本ミサイルである。その後、1988年には、いったんはVLAの開発を棚上げしてシーランスの開発に注力することとされたものの、結局、1990年にシーランスが開発中止となったことから、むしろVLAが本命視されるようになった。生産は1993年より開始されている。

## 設計
基本的には、アスロックをもとに推力偏向機構を備えた固体ロケットブースタを追加した設計となっている。これによって垂直発射に対応するとともに、新型のAN/SQS-53探信儀の直接探知範囲にマッチした射程まで延伸された。
原型のアスロックが放物線を描いて弾道飛行する無誘導ロケットだったのに対し、VLAでは慣性航法装置（INS）を備えたオートパイロットが導入された。飛翔精度向上のため、飛翔高度はできるだけ低く取られており、VLSからの発射後、まず仰角40度、ついで29度に調整する。射程はロケット・モーターの切り離しのタイミングによって決定されるのはアスロックと同様である。
弾頭は、RUM-139AではMk.46 Mod.5A短魚雷とされており、1996年にMk.46 Mod.5A(SW)短魚雷を搭載するRUM-139Bに置き換えられた。Mk.50魚雷への更新も検討されたものの、これは実現しなかった。その後、弾頭をMk.54に更新したRUM-139Cが開発され、2004年より生産に入り、2010年に初期作戦能力を獲得している。

## 運用国と装備艦艇
- アメリカ海軍
  - スプルーアンス級駆逐艦（VLS搭載改装後。姉妹艦31隻中24隻に搭載）
  - タイコンデロガ級ミサイル巡洋艦（6番艦以降、VLSを装備した艦艇）
  - アーレイ・バーク級ミサイル駆逐艦
- 海上自衛隊
  - こんごう型護衛艦
  - むらさめ型護衛艦
  - たかなみ型護衛艦
  - あたご型護衛艦
  - ひゅうが型護衛艦
  - あきづき型護衛艦（1番艦のみ）

## 登場作品

### アニメ・漫画
『ジパング』
第二次世界大戦時にタイムスリップした、架空のイージス護衛艦「みらい」の搭載兵器として登場。ガトー級潜水艦「ガードフィッシュ」が魚雷攻撃を行ってきた際に、動転した「みらい」砲雷科の米倉一尉が独断で発射してしまうが、それを命中直前で自爆させることで撃沈させる事無く「ガードフィッシュ」に追尾を断念させるほどのダメージを与える。

### 小説
『MM9』
第一話「緊急! 怪獣警報発令」に登場。海中を進む怪獣3号「シークラウド」を撃破すべく、架空のこんごう型護衛艦「はくば」やはるな型護衛艦「すずか」などの護衛艦8隻が日本海溝上にて発射、シークラウドを撃破する。

### ゲーム
『エースコンバット7 スカイズ・アンノウン』
DLC第6弾「1000万人救済計画」において登場。オーシア連邦首都オーレッドへの核攻撃を図る潜水航空巡洋艦アリコーンを撃沈する「フィッシャーマン作戦」において、イージス艦カナリーや駆逐艦シーガルなど計4隻で編成されたオーシア国防海軍の艦隊がアリコーンに向け4発を発射するが、バラストタンクを損傷させアリコーンを浮上させるだけの結果に終わった。作中では「VLA」や「垂直発射型アスロック」「対潜ミサイル」の他、単に「アスロック」とも呼称されていた。